# Barrio Anglo
Barrio Anglo es un barrio de la ciudad de Fray Bentos, en el departamento de Río Negro.

## Ubicación
La localidad se encuentra ubicada en la zona suroeste del departamento de Río Negro, sobre las costas del río Uruguay y al oeste de la ciudad de Fray Bentos.

## Población
Según el censo del año 2011 la localidad cuenta con una población de 785 habitantes.
| 627           | 708 | 273 | 664 | 818 | 785 |
| (Fuente: INE) |     |     |     |     |     |